# Cinq-Mars-Verschwörung
Die Cinq-Mars-Verschwörung, benannt nach ihrem Anstifter, ist eine Verschwörung in Frankreich während des Jahres 1642 gegen Kardinal Richelieu, den ersten Minister Ludwigs XIII. Indirekt richtete sie sich auch gegen den König selbst, da er seinen Minister unterstützte.
Die von Henri Coiffier de Ruzé, Marquis de Cinq-Mars angeführte Intrige wurde aufgedeckt und ihre Mitglieder verurteilt oder ins Exil geschickt. Dies war die letzte aktive Verschwörung gegen Richelieu, der am Ende des Jahres starb.

## Geschichte der Verschwörung

### Ursprünge

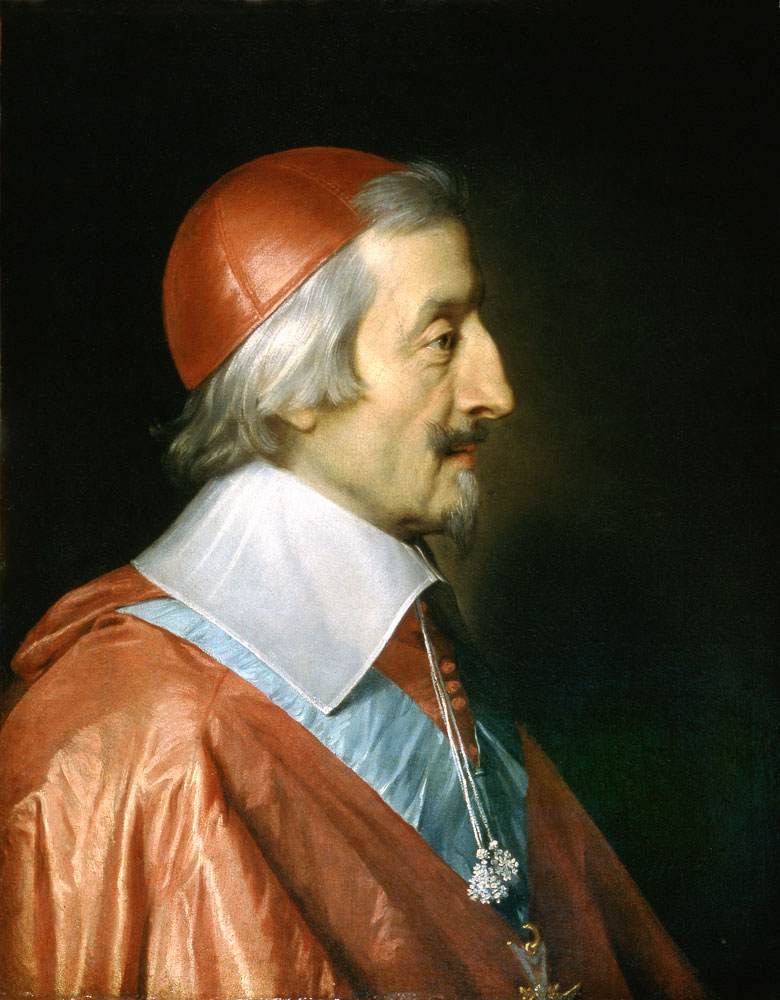
Kardinal de Richelieu nach Philippe de Champaigne, 1642.

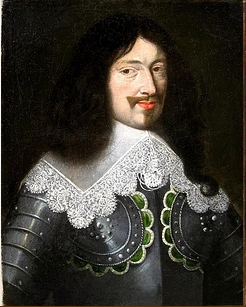
Ludwig XIII., Justus Suttermans zugeschrieben, 17. Jahrhundert

Die Politik von Kardinal Richelieu zielte auf die endgültige Etablierung der monarchischen Macht ab und führte daher zu einem Kampf gegen die feudalen Großgrundbesitzer, die eine schwache Zentralmacht befürworteten. Zahlreiche vom Hochadel angeführte Verschwörungen richteten sich damals gegen den Minister, wie die Chalais-Verschwörung oder die Anfänge der Journée des Dupes. Die Tatsache, dass der Kardinal einen Krieg gegen Spanien führte, sicherte ihm auch die Feindschaft der Königin Anne d’Autriche, die spanischer Abstammung war.
Um sich die Gunst des Königs zu sichern, versuchte Richelieu, den Einfluss von Madame de Hautefort, einer Freundin der Königin, auf Ludwig XIII. zu schwächen. Er förderte daher 1639 die Einführung von Henri Coiffier de Ruzé d’Effiat, dem Sohn eines engen Freundes des Kardinals, beim König. Der junge Mann wurde schnell zum amtierenden Protegé: Er wurde zum Grand maître de la garde-robe, zum Premier écuyer und schließlich zum Grand écuyer ernannt. Doch der plötzliche Reichtum steigerte seine Arroganz, und die Pflichten seines Amtes beim König belasteten ihn bald.
Als er eine Duché-Pairie erwerben wollte, um sich die Allianz mit Luisa Maria Gonzaga, der Prinzessin von Mantua, zu sichern, die weit über seinem Rang stand, widersetzten sich Richelieu und der König seinem Wunsch. Cinq-Mars hegte daraufhin einen starken Groll gegen den Kardinal.
Die Verschwörung fand mitten im Dreißigjährigen Krieg statt, in dem die Franzosen in Allianz mit Schweden und protestantischen deutschen Fürsten dem Habsburgerreich und seinen katholischen Verbündeten gegenübertraten.

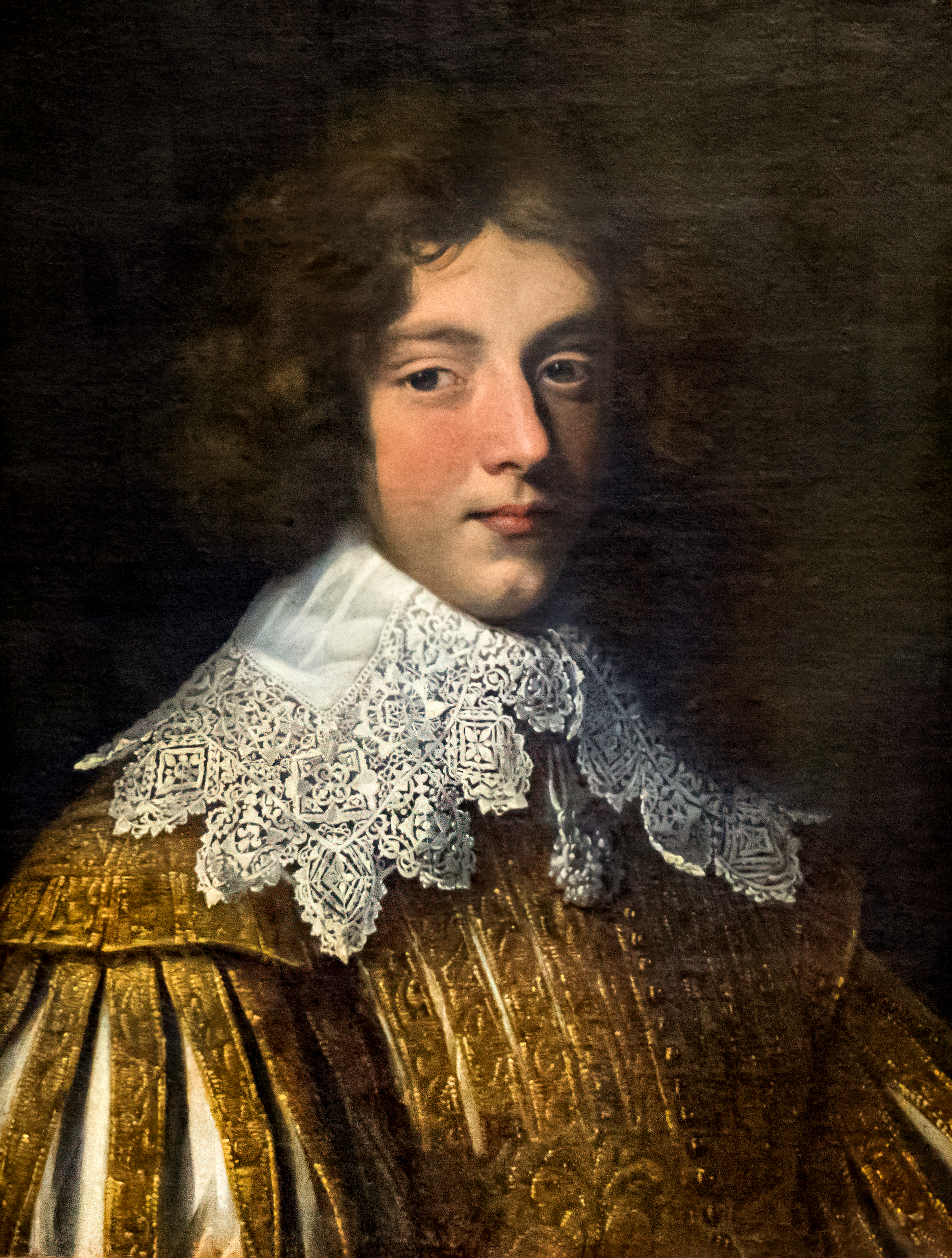
Porträt von Henri Coiffier de Ruzé, Marquis de Cinq-Mars

### Ablauf
Cinq-Mars verbündete sich mit François Auguste de Thou, einem Jugendfreund und Parlamentsrat, der ebenso ein Feind des Kardinals war, da er einen Briefwechsel mit der Herzogin von Chevreuse geführt hatte und über das Schicksal der Königin beunruhigt war. Der Marquis de Fontrailles und vor allem Gaston de France, der Bruder des Königs, die bei allen Verschwörungen gegen Richelieu anwesend waren, wurden angesprochen; Anna von Österreich, die Königin, und die Herzogin von Chevreuse waren möglicherweise ebenfalls darin verwickelt. Der Fürst von Sedan, der im Jahr zuvor an der Schlacht von La Marfée teilgenommen und einen Vertrag unterzeichnet hatte, in dem er seine Unterwerfung gegen das Kommando über die Italienarmee eintauschte, gehörte ebenfalls zu den Verschwörern.
Der Marquis nahm auch Kontakte zu Spanien auf, das ihm eine beträchtliche Streitmacht zur Unterstützung der Verschwörung zusichern sollte. Bei der Ausarbeitung eines Vertrags mit Philipp IV. von Spanien, der sich seit 1635 mit Frankreich im Krieg befand, wurde die Rückgabe aller von Frankreich auf Kosten seines Landes eroberten Festungen gegen eine Summe von 400.000 Ecu vereinbart. Außerdem verpflichtete sich Gaston, anstelle des Königs den Frieden mit Spanien zu unterzeichnen, und gab das Bündnis mit Schweden und den deutschen Fürsten auf. Die Spanier stellen eine Armee von 12.000 Infanteristen und 5.000 Reitern in der Gegend von Sedan auf, um an der Seite der Verschwörer einzugreifen, da der Prinz von Sedan ihnen die Einreise nach Frankreich erleichtern sollte. Fontrailles unterzeichnete den Vertrag für Gaston und Olivares für Spanien.
Auf dem Weg nach Süden, um den Feldzug von Roussillon gegen Spanien zu leiten, machte der Hof am 17. Februar 1642 in Lyon Halt; die Verschwörer planten, Richelieu zu ergreifen und ihn in letzter Konsequenz sogar zu töten. Dieser erschien jedoch in Begleitung seines Gardehauptmanns vor Cinq-Mars; der Marquis war eingeschüchtert und schickte die Verschwörer weg. Während des Roussillon-Feldzugs, als der kranke Richelieu in Narbonne blieb, war die Position von Cinq-Mars beim König stärker als je zuvor. Er spielte den Oberbefehlshaber und seine Anhänger sprachen offen davon, den König von der Tyrannei seines Premierministers zu befreien.
Eine geheime Korrespondenz des Marquis, die eine Kopie des Vertrags mit Spanien enthält, wurde von Richelieus Polizei abgefangen und ihm am 11. Juni in Arles ausgehändigt. Die Verschwörung brach zusammen: De Thou und Cinq-Mars wurden am 12. und 13. Juni in Narbonne festgenommen. Cinq-Mars hatte sich „bei einer Frau aus schlechtem Hause“ versteckt.

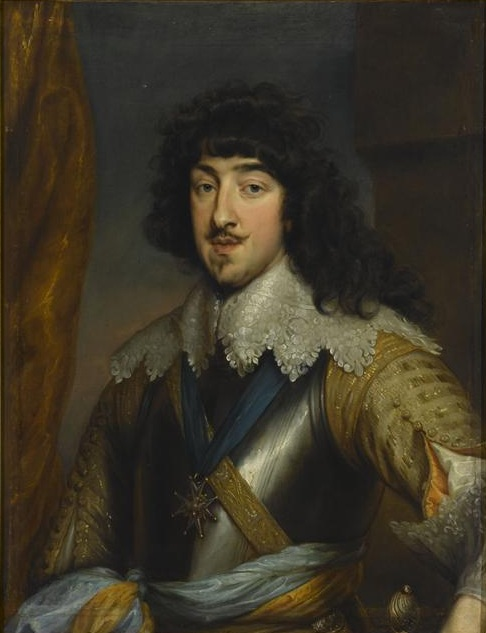
Gaston de France, duc d’Orléans
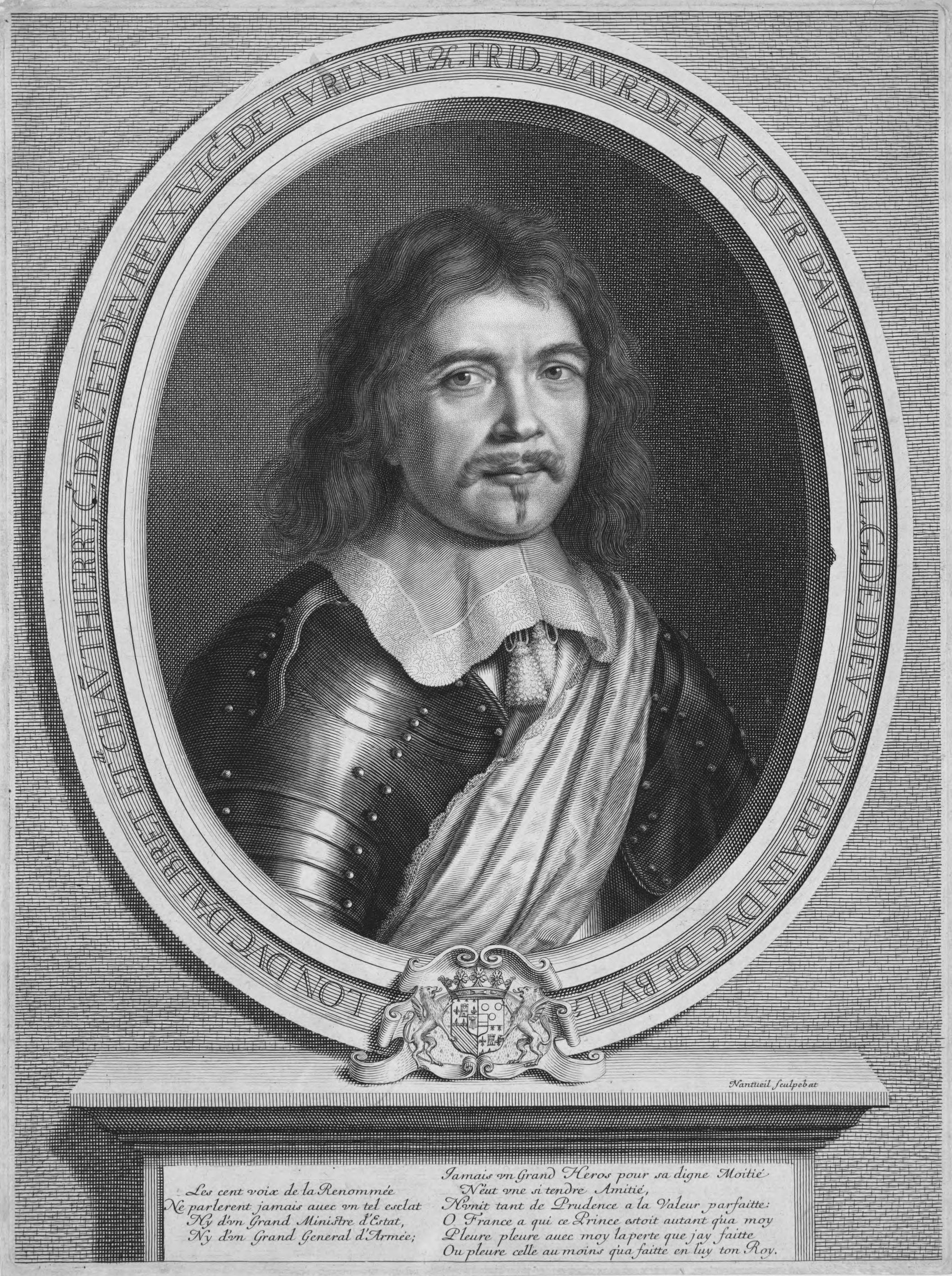
Der Fürst von Sedan
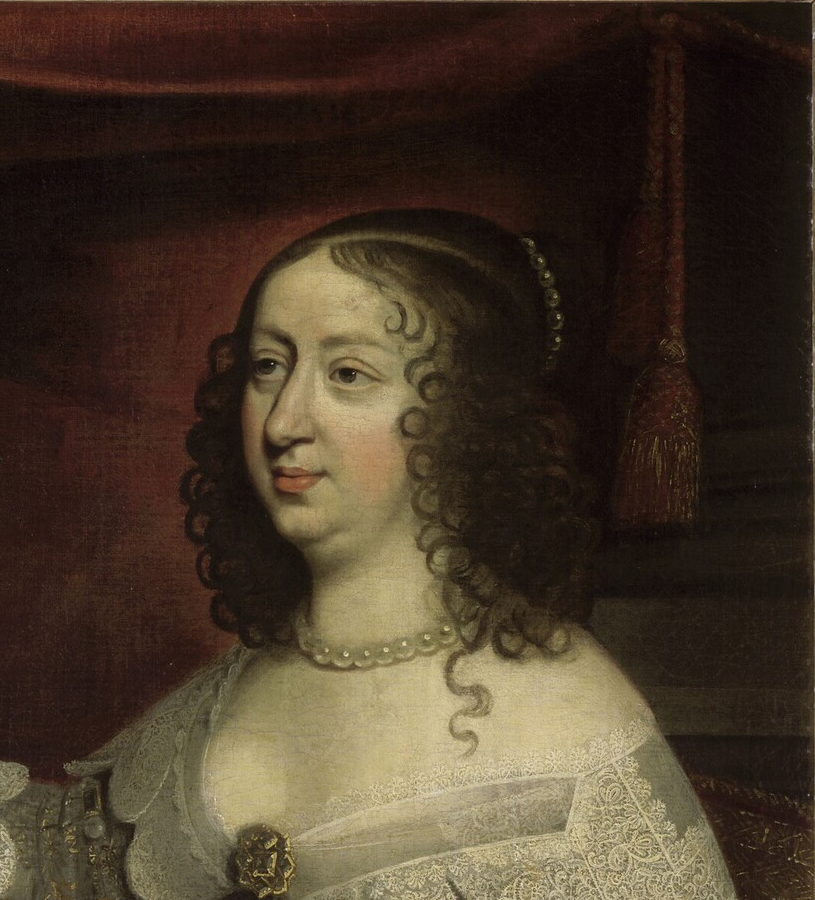
Die Königin Anne d’Autriche
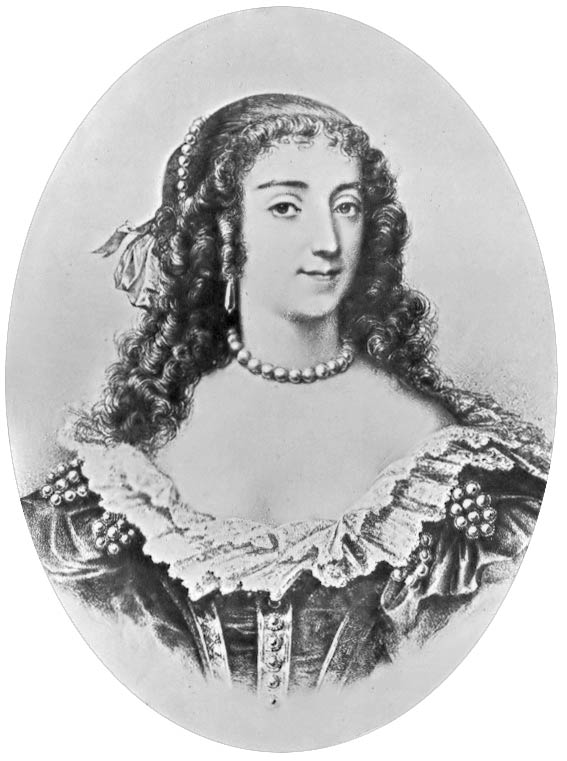
Die Duchesse de Chevreuse

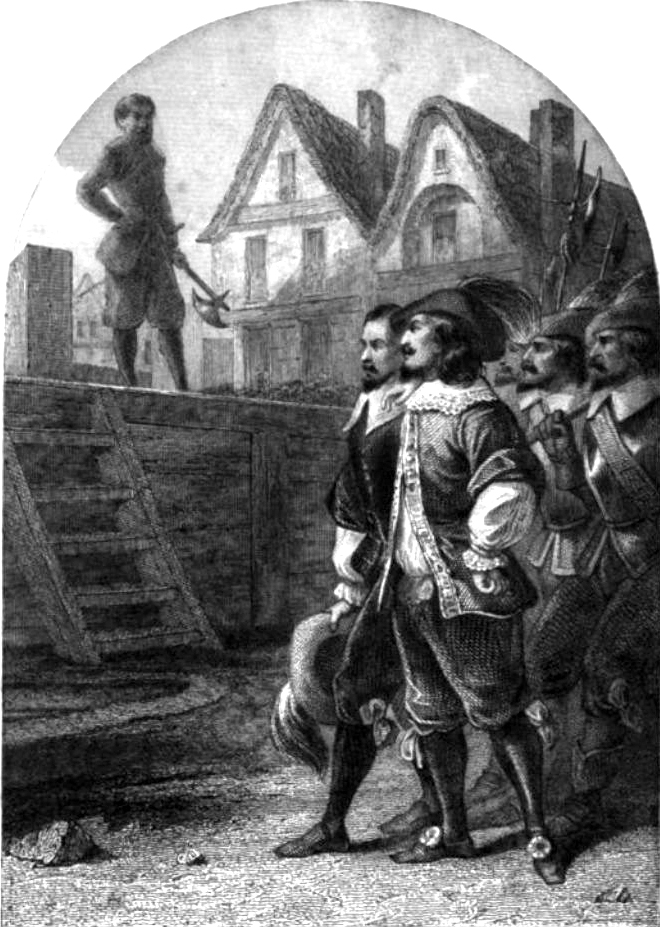
Cinq-Mars und De Thou am Fuße des Schafotts (19. Jahrhundert).

### Das Schicksal der Verschwörer
Die in ihrem Vertrauen betrogenen Ludwig XIII. und Richelieu ließen Cinq-Mars und de Thou in Lyon vor Gericht stellen. Gaston de France, der über seine Wiedergutmachung verhandeln wollte, lieferte alle seine Komplizen aus. Er gestand alles, insbesondere den Vertrag mit Spanien. Cinq-Mars und De Thou wurden wegen Majestätsbeleidigung zum Tode verurteilt und am 12. September 1642 auf der Place des Terreaux enthauptet. Die Mutter von Henri de Cinq-Mars, die Marschallin d’Effiat, wurde in die Touraine verbannt. Seinem Bruder wurden die Pfründe als Abt entzogen und das Familienschloss „als Höhepunkt der Infamie“ dem Erdboden gleichgemacht. Wie bei der Hinrichtung des Comte de Chalais fehlte es an einem professionellen Henker und man ernannte einen unerfahrenen Träger. Die Doppelhinrichtung wurde unter den empörten Rufen der Menge zu einem Gemetzel.
Gaston de France wurde aus der Sache herausgehalten, aber das Parlement von Paris registrierte eine Erklärung, die ihn seiner Rechte auf die Regentschaft beraubte.
Der Prinz von Sedan, der während seines Kommandos in Italien festgenommen worden war, stand kurz davor, ebenfalls in die Geschichte einzugehen, da er nach der Schlacht von La Marfée erneut gegen das Gesetz verstoßen hatte. Doch die Hilfe seiner Frau, Éléonore de Bergh, veranlasste den König, die Sache hinauszuzögern: Der Fürst musste in einem Vertrag, der am 15. September 1642 unterzeichnet wurde, die Fürstentümer Sedan und Raucourt an Frankreich abtreten (er erhielt es 1651 im Austausch gegen andere Ländereien als Lehen von der französischen Krone zurück).
Am 4. Dezember 1642 starb Richelieu, doch Ludwig XIII. verfolgte seine Politik weiter und ernannte Kardinal Mazarin, einen der Schützlinge des vorherigen Ministers, zum Staatsrat.

## Rezeption
- Alfred de Vigny, Cinq-Mars, historischer Roman, 1826.
- Pierre Merville, Jean-Pierre Tournemine, Louis XIII ou La conspiration de Cinq-Mars, historisches Drama in fünf Akten, 1833.
- Charles Gounod, Cinq-Mars, Oper, 1877.